# Michal Kubovčík
Michal Kubovčík (ur. 17 maja 1980 w Bratysławie) – słowacki aktor, grający głównie role komediowe. Studiował w  
Wyższej Szkole Sztuk Scenicznych w Bratysławie.

## Filmografia
- 2007 – Ordinácia v ružovej záhrade
- 2008 – Profesionáli
- 2008 – Panelák
- 2008 – Mesto tieňov
- 2010 – Nesmrtelní: fejs
- 2010 – Nesmrteľní
- 2011 – Kinofil
- 2011 – Dr. Ludsky
- 2012 – Haló
- 2013 – M is for Malnutrition
- 2013 – Len tak prišli
- 2013 – Kandidát
- 2014 – Superhrdinovia
- 2014 – Polooblačno
- 2014 – Kredenc
- 2015 – Górka Dolna